# Cerfontaine (Francja)
Cerfontaine – miejscowość i gmina we Francji, w regionie Hauts-de-France, w departamencie Nord.
Według danych na rok 1990 gminę zamieszkiwało 526 osób, a gęstość zaludnienia wynosiła 136 osób/km² (wśród 1549 gmin regionu Nord-Pas-de-Calais Cerfontaine plasuje się na 764. miejscu pod względem liczby ludności, natomiast pod względem powierzchni na miejscu 774.).